# Kokořík mnohokvětý
Kokořík mnohokvětý (Polygonatum multiflorum) je lesní bylina původem z Eurasie, v České republice původní druh.

## Synonyma
- Convallaria ambigua
- Convallaria bracteata
- Convallaria broteroi
- Convallaria multiflora
- Polygonatum salamonis.

## Popis
Vytrvalá bylina, vzácně též epifyt, vysoká 30-90 cm. Lodyha je přímá, obloukovitě zakřivená, oblá a hladká. Oddenek je plazivý. Listy jsou zelené, hladké, 15 cm dlouhé a 7 cm široké, střídavě uspořádané ve dvou řadách, s kopinatou listovou čepelí, přisedlé nebo s krátkým řapíkem. Květy vyrůstají v paždí listů po 2-6 ; květy 20 mm dlouhé, převislé či dolů visící, bílé se zelenou dolní částí, trubkovité, uprostřed zúžené, bez vůně; květní obal sestává ze 6 okvětních lístků; v pestíku samičího květu je semeník svrchní a jeho synkarpní gyneceum je tvořeno 3  plodolisty; v samčím květu je 6 tyčinek. Plodem je modročerná, dužnatá bobule. Bylina kvete květen-červen. Semena dozrávají v říjnu.

## Příbuznost
Bylina má 2  poddruhy:
- Polygonatum multiflorum (popis v tomto článku) (synonymum tohoto poddruhu zní: Polygonatum multiflorum poddruh bracteatum) (vyskytuje se v České republice, jednodomý)),
- Polygonatum multiflorum poddruh broteri (vyskytuje se v jižní Evropě (Maďarsko a jinde)), dvoudomý) a 1  křížence:
- Polygonatum × hybridum (Polygonatum multiflorum × Polygonatum odoratum) (zahradní kultivar, málokdy plodící).

## Výskyt
Domovinou kokoříku mnohokvětého je jižní, severní a střední Evropa (Balkán, Česká republika, Maďarsko, Rusko (evropská část), Skandinávie, Španělsko, Velká Británie a jiné); Asie (Japonsko, Čína a jiné) a zaveden též do Severní Ameriky.

## Ekologie

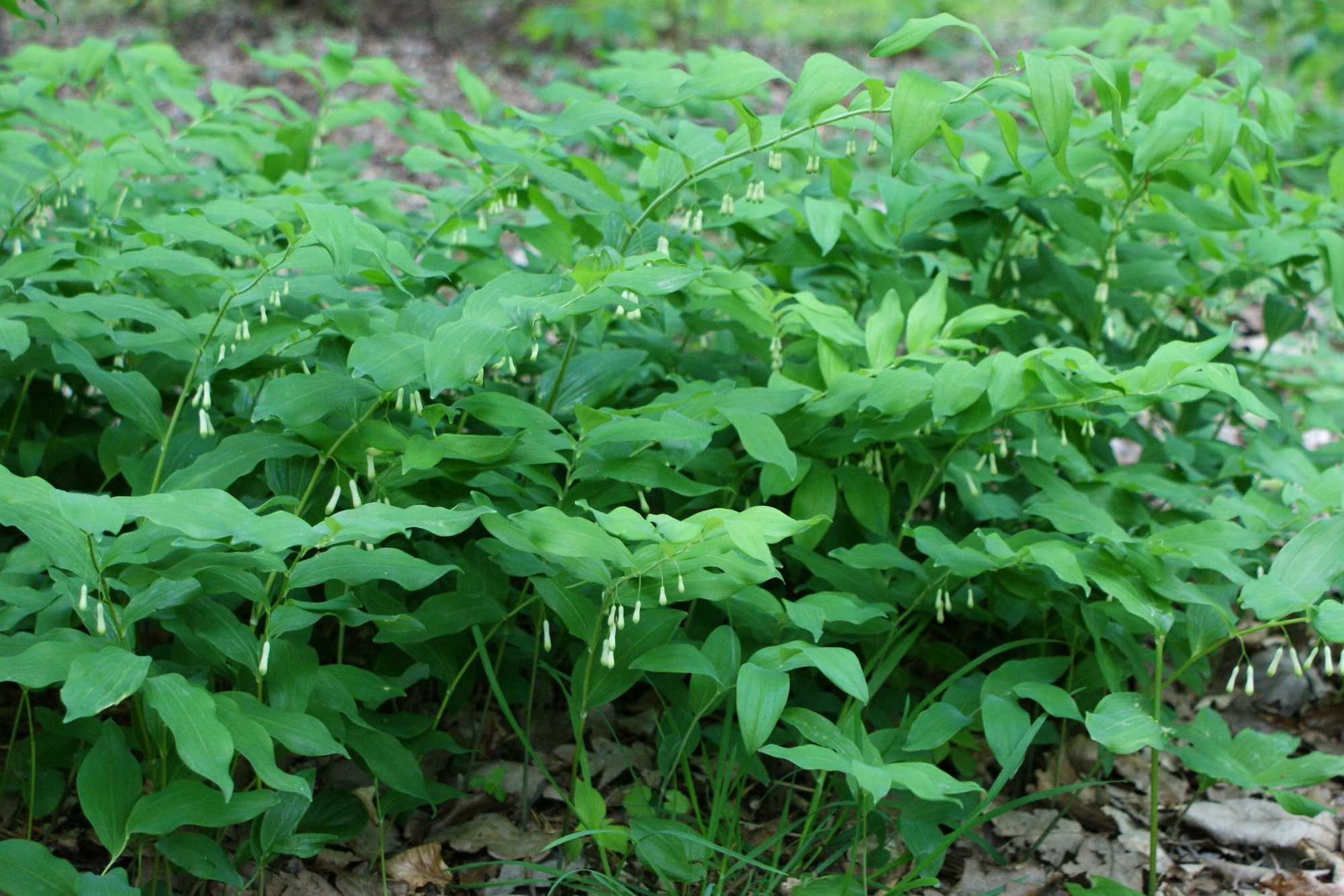
Kokořík mnohokvětý

Bylina rostoucí v nadmořských výškách 75-533 m, v listnatých a smíšených lesích, v půdách kyselých, neutrálních i zásaditých, s velkým množstvím humusu, vlhkých, vodu dobře odvádějících, často těžkých jílových. Rostlina je plně mrazuvzdorná pod –15 °C. Má ráda chladné a vlhké klima, ve kterém také roste. Špatně snáší vysoké teploty a sucho, jinak k ostatním vlivům je snášenlivá. Nejlépe roste v plném stínu či polostínu. Jako půdokryvnou rostlinu je třeba tyto rostliny sázet ve vzdálenosti minimálně 30 cm od sebe ve všech směrech.

## Nepřátelé a nemoci
Živé listy rostliny jsou někdy napadány a poškozovány houbou Aureobasidium microstictum a z hmyzu společenskou pilatkou kokoříkovou Phymatocera aterrima, poškození způsobené pilatkou je jen dočasné, rostliny pilatkou zkonzumované listy v dalším roce nahradí, jedná se pouze o estetickou záležitost bez vlivu na zdraví rostliny. Mrtvé lodyhy požírá houba čárovka Diaporthe pardalota.

## Využití člověkem
Po tisíce let byl kokořík mnohokvětý využíván v tradiční bylinné medicíně, především na obklady proti modřinám a k povzbuzení opravování tkání; odvar z kořene pro svíravý, uklidňující, léčivý, dávicí a posilující účinek při zánětech žaludku a chronické úplavici. Dohromady s jinými bylinami k léčbě plicních onemocnění (například tuberkulózy) a ženských problémů. Destilovaný vodný extrakt z celé rostliny jako posilující pleťový prostředek, často bývá dodnes složkou drahé kosmetiky. Sušené drcené kořeny a květy jako šňupací tabák pro podporu kýchání a tím uvolnění průduškových oblastí. V Turecku byly mladé vařené listy používány též jako zelenina - nahrážka chřestu. V době hladomoru byl severoamerickými Indiány na škrob bohatý kořen po povaření a rozemletí zpracováván na chléb. Při delším užívání může ovšem dojít k podráždění zažívacího traktu. Při předávkování dochází ke zvracení, průjmům a žaludečním problémům. Velké množství plodů je jedovaté a má projímavé účinky. .

## Ohrožení
Hojná bylina, není ohrožena.

## Galerie

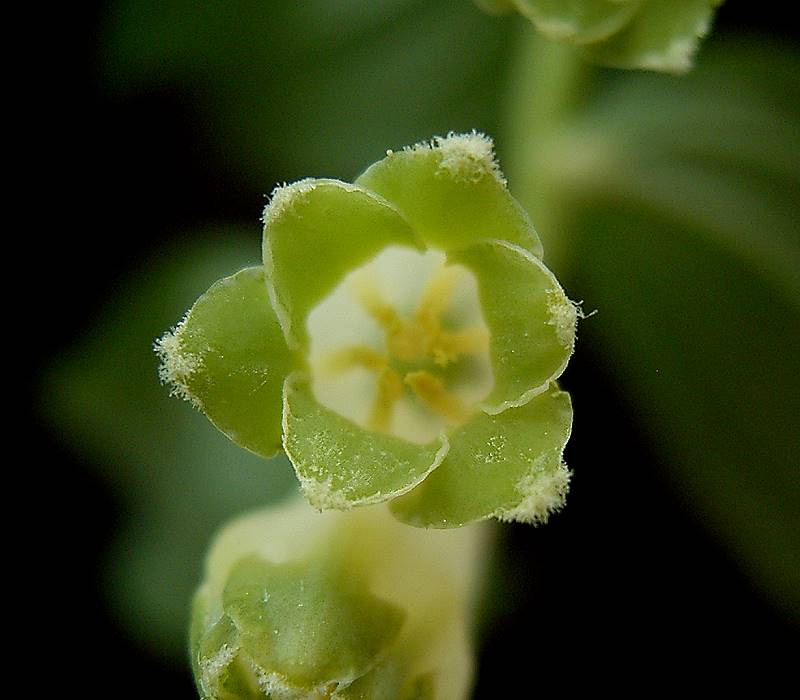
Kokořík mnohokvětý, detail květu.
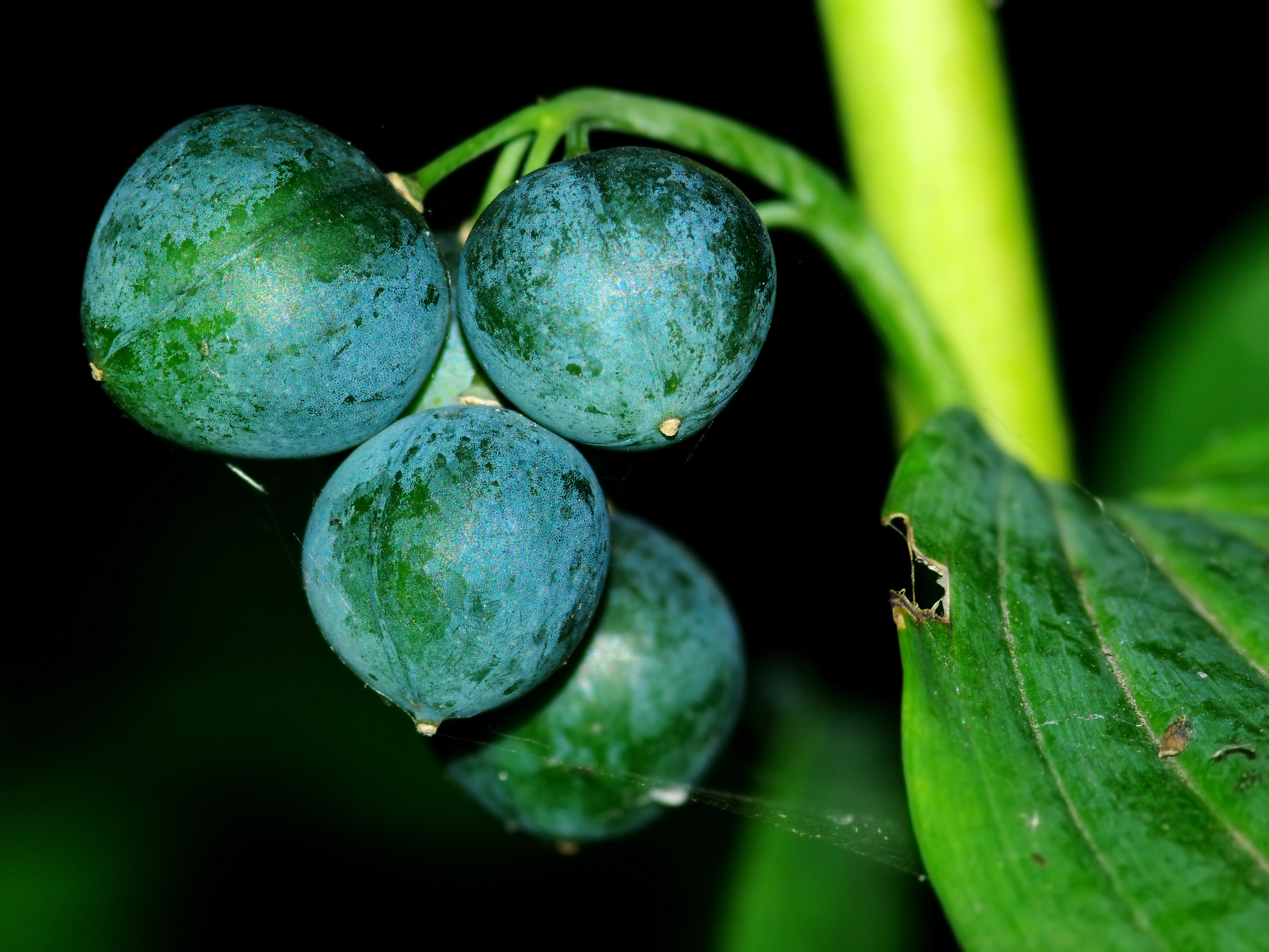
Kokořík mnohokvětý, plody.
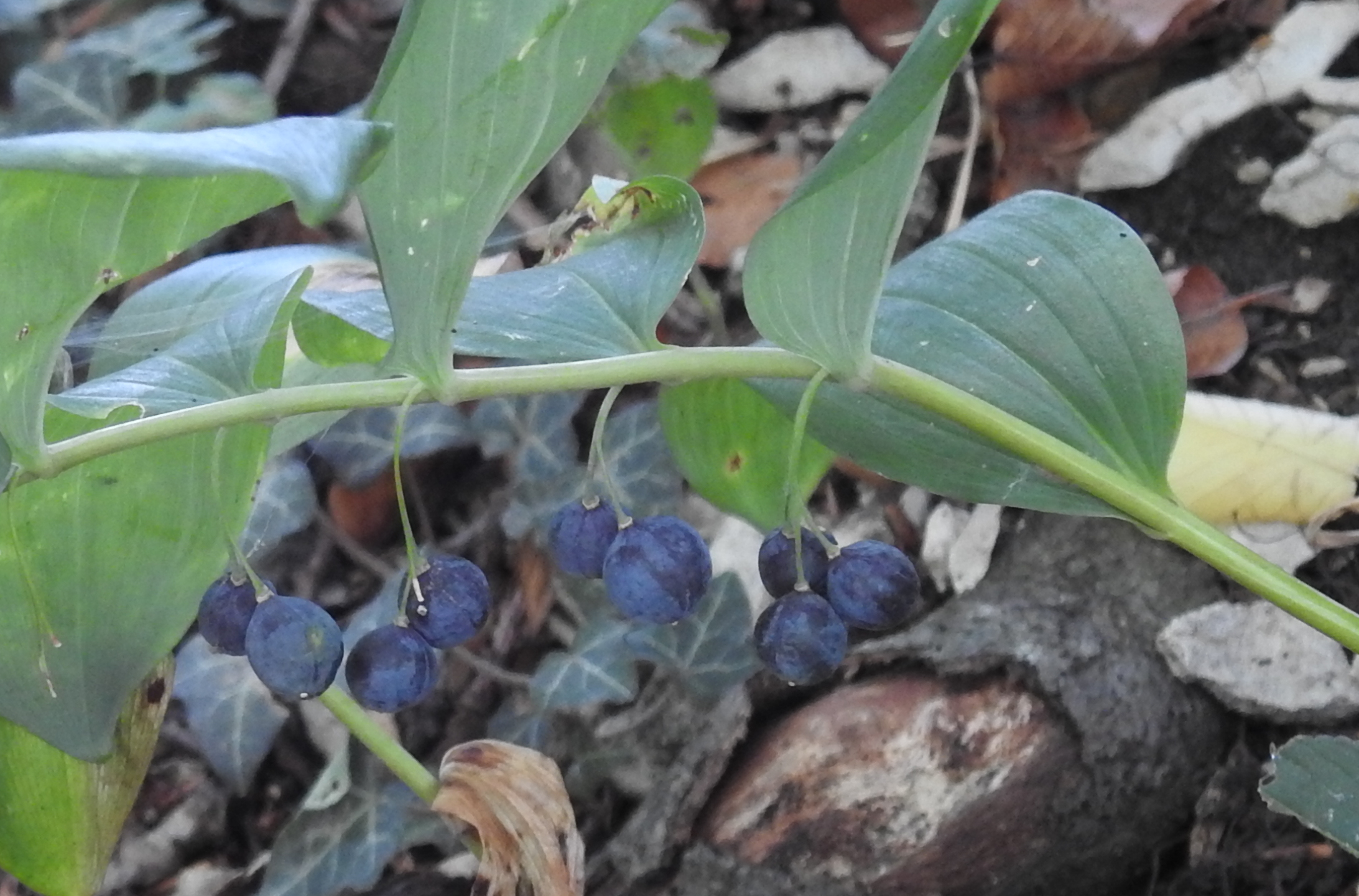
Kokořík mnohokvětý, listy, plody a lodyha